# Splitska banka
Сплітска банка (хорв. Splitska banka «Сплітський банк») — один із найбільших хорватських банків з осідком у Спліті, який 1 грудня 2018 року влився в «OTP Bank Group». Станом на 2009 р., мав 95 відділень по всій Хорватії та займав 7,19 % у банківському секторі Хорватії.

## Історія
Заснований 1965 року у Спліті під назвою «Komunalna banka» (Комунальний банк). Згодом його було перейменовано на Інвестиційно-комерційний банк (хорв. Investicijsko-komercijalna banka), а з 1981 року він став акціонерним товариством під новою назвою «Splitska banka d.d.»
1996 року банк за рекомендацією Хорватського національного банку вступив у процес санації, його статутний капітал було скасовано, а сам банк рекапіталізувало Державне агентство з питань заощаджень та санації банків (DAB). Його було приватизовано, після чого його у квітні 2000 року придбав UniCredit. 2002 року на підставі договору про купівлю Сплітського банку, орієнтованого на фізичних осіб, «Bank Austria Creditanstalt AG» розпочав процес його злиття зі своїм дочірнім утворенням у Хорватії «HVB Croatia», зосередженим на підприємцях та великих приватних клієнтах. Новий банк під назвою «HVB Splitska banka» обслуговував спільних клієнтів на основі єдиного розширеного каталогу банківських продуктів.
2004 року банк значно розширив свою мережу філій (всього 31 відділення), підписавши контракт із Фінансовим агентством. Мережа банку відзначилася сильним проникненням у Далмацію.
20 квітня 2006 було підписано угоду про продаж «HVB Splitska banka» французькій групі Société Générale, що спонукало змінити назву банку на «Société Générale — Splitska banka d.d.».
2 травня 2017 «OTP banka Hrvatska» оголосила, що провела транзакцію на придбання стовідсоткового пакету акцій цього сплітського банку. Тим самим «Splitska banka» ввійшла до групи «OTP». Один рік банк діяв у групі «OTP» як окремий банк, але, станом на 30 листопада 2018, припинив самостійну діяльність і, за даними 4 грудня 2018 року, влився у банк «OTP banka Hrvatska».